# Pierre Tarisel
 (août 2020).
Si vous disposez d'ouvrages ou d'articles de référence ou si vous connaissez des sites web de qualité traitant du thème abordé ici, merci de compléter l'article en donnant les références utiles à sa vérifiabilité et en les liant à la section « Notes et références ».
Pierre Tarisel (vers 1442 - août 1510) était un maître-maçon du roi de France, connu pour avoir travaillé à la cathédrale Notre-Dame d'Amiens.

## Biographie
En 1475, Tarisel fut désigné pour inspecter la cathédrale Notre-Dame de Noyon qui se détériorait en  de nombreux endroits. En 1477, il était à Arras où il travailla pour le roi de France Louis XI. En 1500, le plan de Martin Chambiges pour la restauration et la construction du transept de la cathédrale Saint-Pierre de Beauvais lui fut soumis.
Le 4 novembre 1483, à la mort de Guillaume Postel, Tarisel fut nommé « maistre des ouvrages de maçonnerie » de la ville d'Amiens. Ses prédécesseurs avaient été payés au taux de 4 sols par jour; Tarisel reçut 5 sols. Le taux fut de nouveau réduit à 4 sols pour son successeur, ce qui peut montrer avec quelle estime son talent était considéré.
Aucun document ne mentionne, avec précision, en quelle année il devint maître maçon de la cathédrale d'Amiens; mais il semble certain qu'il remplit ses fonctions à partir de 1482-1483. Le 7 mars 1497, Tarisel visita toutes les maisons de chanoines du chapitre cathédral. Peu de temps après, il entreprit de restaurer la cathédrale.
En 1497, les piliers du transept s'étant déformés sous le poids des voûtes, des fissures apparurent dans les murs. Pierre Tarisel fit renforcer les arcs-boutants de la nef. Dans les bas-côtés du chœur, voûtes et pilier furent repris, les arcs-boutants furent dotés d'une volées supplémentaire. De plus, les gros piliers de la croisée du transept bouclant sous l'effet de la poussée des grandes arcades s'élevant à 42,3 mètres, Pierre Tarisel entreprit de faire cercler le triforium parcourant tout l'édifice d'un chaînage en « fer d'Espagne ». Ce chaînage existe toujours. En 1503, les piliers furent eux aussi consolidés.
Grâce à sa clairvoyance, la cathédrale d'Amiens échappa au risque effondrement qui la menaçait.